# Горячая точка (телесериал)
«Горячая точка» (англ. Flashpoint) — канадский телевизионный сериал, премьера которого состоялась 11 июля 2008 года на канале CTV. Сериал создали Марк Эллис и Стефани Моргенштерн для телеканалов CTV, CBS и Ion Television. Основной каст — Хью Диллон, Эми Джо Джонсон, Дэвид Паеткау, Серджио Ди Зио и Энрико Колантони.
В США первые три сезона и часть четвертого транслировались на канале CBS с 11 июля 2008 года по 19 августа 2011 года. Затем сериал стал транслироваться на канале Ion Television с 18 октября 2011 года, с восьмого эпизода четвертого сезона. Международным дистрибьютором сериала выступили компании Alchemy Television и Tele München Group.
25 января 2011 года было объявлено, что Ion Television приобрела все права на сериал, принадлежащие CBS, включая опцион на продолжение производства. 1 мая 2012 года продюсеры объявили, что пятый сезон станет последним для сериала. Финал сериала вышел в эфир 13 декабря 2012 года.

## Сюжет
Действие сериала разворачивается вокруг элитной группы стратегического реагирования (ГСР), в столичной канадской полиции. Их задача — работа в экстремальных ситуациях, когда обычная полиция бессильна, например захват заложников, заложенные бомбы, террористы и т. д.
Оснащённые высокотехнологичными инструментами, оружием и взрывчатыми веществами, они используют тактику переговоров и интуицию, чтобы попытаться избежать применения смертоносной силы.
Сериал пересекается с другим сериалом, Спайк появляется в 8 серии 3 сезона телесериала «Читающий мысли».

## Производство
Сценарий «Горячей точки» был задуман в 2005 году как часть проекта CTV, в рамках которого актерам предлагалось присылать сценарии. Первоначальный сценарий «Горячей точки» (ранее известный как «Снайпер» и «Критический инцидент») был предназначен для двухчасового телефильма.
Пилотный эпизод был снят для CTV в июле 2007 года под названием «Критический инцидент» с участием большей части актерского состава того, что станет сериалом, но без персонажей Джулса Каллагана и Льюиса Янга; героями пилота стали Кейт Трэверс и Роберт «Шейкс» Бонейман. Интерес CTV к проекту привел к переработке «Горячей точки» в регулярный сериал CTV, который был утвержден в середине декабря 2007 года. На сериал не повлияла забастовка Гильдии писателей Америки (WGA) в 2007-2008 годах, поскольку правила Гильдии писателей Канады (WGC) позволяют писать для канадских постановок любым членам WGC, живущим в Канаде, включая писателей с двойным членством WGA/WGC. Писатели, живущие в США и имеющие двойное членство WGA/WGC, должны были получить отказ от WGA для работы в канадских постановках во время забастовки.
Хотя сериал изначально разрабатывался для канадской аудитории, 29 января 2008 г. было объявлено, что американская сеть CBS приобрела права на показ сериала в США, что сделало его вторым канадским сериалом, транслируемым в прайм-тайм на американской вещательной сети после «На юг», также сериала CTV, транслируемого CBS. Кроме того, «Горячая точка» — первый канадский сериал, транслируемый крупной вещательной сетью США, действие которого полностью происходит в Канаде (так как действие «На юг» происходило в основном в Чикаго, а снималось в Торонто). 5 марта 2008 года CBS объявил, что премьера «Горячей точки» состоится в июле.] 8 мая 2008 года CTV объявил, что будет транслировать сериал в Канаде с 11 июля.
Съемки 13 эпизодов «Горячей точки» начались 17 апреля 2008 года. Сериал был написан и создан Марком Эллисом и Стефани Моргенштерн, а исполнительными продюсерами выступили многократный лауреат премии «Джемини» Энн Мари Ла Траверс для Pink Sky Entertainment и Билл Мустос для Avamar Entertainment, в сотрудничестве с CTV Television Network и CBS Television Studios (ранее CBS Paramount Network Television).
Пилотный эпизод под названием «Скорпион» был основан на реальном событии, произошедшем в Торонто в 2004 году, когда захвативший заложников преступник был застрелен снайпером группы стратегического реагирования. Эллис и Моргенштерн написали сценарий к эпизоду после интервью с членами ГСР. В большинстве эпизодов были использованы значительные фрагменты не вышедшего пилота «Критического инцидента», а также новые кадры с участием Эми Джо Джонсон и Марка Тейлора, которых не было в пилоте. Режиссер Дэвид Фрейзи тщательно снимал ГСР как единое целое, чтобы продемонстрировать их единство. Продюсер Энн Мари Ла Траверс сказала, что шоу перенесет людей в их «личную точку вспыхнувшего конфликта.
Дэвид Петкау, один из постоянных актеров шоу, сказал, что «Горячая точка» «пытается отразить человеческий фактор, связанный с работой полиции, и обсуждает, как некоторые офицеры в конечном итоге имеют эмоциональный багаж и страдают от психических заболеваний, таких как посттравматический стресс». При создании сериала были использованы советы и рекомендации от различных сотрудников ETF.
25 августа 2008 г. CTV объявил, что продлил сериал на второй сезон из 13 эпизодов, производство которых начнется в Торонто в начале 2009 г.
Несколько месяцев спустя CTV и CBS увеличили срок продления до 18 эпизодов. По данным TV Guide, CBS объявил, что «Горячая точка» вернется 9 января 2009 года в 21:00 в середине сезона. В США и Канаде оставшиеся четыре эпизода, которые изначально были сняты для первого сезона, вышли в эфир в рамках второго сезона. Канадский канал CTV первоначально считал эти эпизоды частью первого сезона, однако после выхода в эфир четвертого эпизода (который изначально считался финальным эпизодом первого сезона) CTV изменил маркировку этих четырех эпизодов и, вслед за CBS, стал считать их частью второго сезона. CBS и CTV завершили второй сезон 25 мая 2009 года, показав только первые девять эпизодов. Вторые девять эпизодов, снятые с мая по август 2009 года, были первоначально показаны в Канаде телеканалом CTV как 3-й сезон. CTV официально стал называть эти эпизоды второй половиной второго сезона (и соответствующим образом изменил свой сайт Flashpoint). Эти эпизоды начали выходить в эфир 4 июня 2010 года на CBS, где они считаются частью 3-го сезона.
Третий сезон был заказан CTV и CBS в октябре 2009 года. Съемки первого эпизода сезона начались 13 января 2010 года. Таким образом, в эфире CBS появилось 22 оригинальных эпизода, а на CTV — 13. CBS завершил показ второго сезона 30 июля 2010 г. Премьера третьего сезона состоялась 16 июля 2010 г. на CTV и CBS. После перерыва в середине сентября после показа семи эпизодов третьего сезона, CTV возобновил показ оставшихся эпизодов 4 января 2011 г. CTV заказал производство 4 сезона «Горячей точки». 3 июня 2010 года, до начала показа 3 сезонаref>CTV Announces Industry-Leading 2010–2011 Canadian Television Package. CTV Media Site (Press release). 3 июня 2010. Архивировано 24 ноября 2010. Дата обращения: 20 января 2011.</ref>. 21 января 2011 года было объявлено, что CBS покажет 7 из 18 эпизодов 4 сезона, а также оставшиеся 6 эпизодов 3 сезона, еще не показанные на CBS, в течение лета 2011 года. Из-за отмены сериала «CHAOS» оставшиеся эпизоды 3-го сезона «Горячей точки» были показаны на CBS с 6 мая 2011 года. Оставшиеся 11 эпизодов 4-го сезона начали транслироваться на ION Television в октябре того же года.
Съемки четвертого сезона проходили с 14 февраля по 15 сентября 2011 года. 9 мая 2011 года CTV объявил, что четвертый сезон начнет транслироваться 17 июня 2011 года на канале CBS. 1 июня 2011 года Bell Media объявил, что сеть заказала пятый сезон «Горячей точки», содержащий 18 новых эпизодов, который начнёт транслироваться в Канаде в сентябре 2012 года. Съемки пятого сезона проходили с 9 февраля по 27 июня 2012 г. Позднее продюсеры сериала сообщили, что заказ был сокращен до 13 эпизодов. 1 мая 2012 года продюсеры объявили на своей странице в Facebook, что решили, что пятый сезон будет последним. Телеканал CTV подтвердил сокращение количества эпизодов и прекращение показа 1 мая. Двухсерийный финал сериала вышел в эфир 13 декабря 2012 года.

## Музыка
30-секундная тема сериала была написана Амином Бхатиа и Ари Познером. Музыка Хью Диллона, Мэтью Гуда, Эми Джо Джонсон и Ким Тейлор также использовалась в саундтреке сериала. Песня Джонсон "Dancing In-between" была использована в концовке шестого эпизода первого сезона "Attention Shoppers", а песня Диллона "Lost at Sea" — в концовке восьмого эпизода "Never Kissed a Girl". Песня "Open Your Eyes" группы Tracenine прозвучала в эпизоде "Perfect Storm". Песни Хью Диллона также можно услышать в эпизоде 12 второго сезона "Just a Man" (песня "Don't Be Fooled") и в эпизоде, завершающем 13-ю серию третьего сезона, "Fault Lines" (песня "My Mistakes"). Песня "Goodbye", написанная и исполненная Эми Джо Джонсон, звучит в эпизоде 10 сезона 3, "Terror".

## Персонажи и актеры
| Актёр             | Роль                                                         |
| ----------------- | ------------------------------------------------------------ |
| Эми Джо Джонсон   | Джулианна «Джулс» Кэллаган                                   |
| Хью Диллон        | Эдвард «Эд» Лейн                                             |
| Дэвид Петкау      | Сэм Брэддок                                                  |
| Энрико Колантони  | сержант Грегори Паркер                                       |
| Серджо Ди Зио     | Микеланджело «Спайк» Скарлатти                               |
| Майкл Крэм        | Кевин Вордсворт                                              |
| Татьяна Джонс     | констебль Винни Кэмден                                       |
| Марк Тейлор       | констебль Льюис Янг                                          |
| Олунике Эделийи   | констебль Лиа Кернс                                          |
| Кле Беннетт       | Раф Руссо                                                    |
| Рут Маршалл       | доктор Аманда Луриа                                          |
| Тайлер Стентифорд | Кларк Лейн                                                   |
| Янайя Стефенс     | Софи Лейн                                                    |
| Джессика Стин     | констебль Донна Сабин                                        |
| Джек Найт         | Дин Паркер                                                   |
| Билл Макдональд   | инспектор Стейнтон                                           |
| Паскаль Хаттон    | констебль Кира Марлоу                                        |
| Тайлер Хайнс      | Эр Джей Стречен (Подозреваемый в серии He Knows His Brother) |
| Эннис Эсмер       | Фрэнк (В серии Asking for Flowers)                           |
| Джина Холден      | Рейчел Симпсон (Захватчик заложников в серии The Farm)       |
| Брендан Флетчер   | Кевин (в серии You Think You Know Someone)                   |
| Колм Фиори        | Дэвид Грехем (Бизнесмен, VIP в серии Eagle Two)              |

## Номинации и награды
- 2012 — премия Гильдии канадских писателей (эпизод «Взрывная волна», автор Larry Bambrick)
- 2011 — премия «Gemini Awards» в категориях «Лучшая гостевая мужская роль в драматическом сериале» (Tim Rozon, серия «Я готов на все»), «Лучший актер второго плана в драматическом сериале» (Серджио ди Зио, серии «Оправданный риск» и «Сломанные линии»), «Лучший сценарий драматического сериала» (Stephanie Morgenstern и Mark Ellis, серия «Прыжок в тень») и 6 номинаций на премию «Gemini Awards».
- 2011 — премия Гильдии канадских писателей в номинации «Сериал»(авторы сценария Stephanie Morgenstern и Mark Ellis).
- 2010 — 4 номинации на премию «Gemini Awards».
- 2009 — 2 премии «Gemini Awards» в категориях «Лучшая режиссура в драматическом сериале» и «Лучшая гостевая актриса в драматическом сериале» (Tatiana Maslany, серия «Парад планет») и 6 номинаций на премию «Gemini Awards».